# Forever (álbum de R.K.M. & Ken-Y)
Forever (en español: Por siempre) es el tercer álbum de estudio del dúo puertorriqueño R.K.M. & Ken-Y, fue publicado el 14 de febrero de 2011 a través del sello discográfico Pina Records y distribuido por Sony Music Latin. Contiene quince canciones con las colaboraciones especiales de Zion & Lennox, Alexis & Fido y el pianista Arthur Hanlon, además de incluir ritmos como bachata, merengue y música electrónica.

## Contexto
A comienzos de 2010, publicaron su primer álbum de grandes éxitos The Last Chapter, incluyendo su nuevo sencillo promocional «Te amé en mis sueños». En el resto del año, colaboraron con sus colegas Plan B para su segundo álbum House of Pleasure en la canción «Lloras».
De manera paralela, también estrenaban el sencillo «Más», formando parte de su próximo álbum y que originalmente fue pensado para octubre del mismo año.

## Lista de canciones
| N.º   | Título                                          | Productor(es)           | Duración |  |
| 1.    | «Forever»                                       | Myztiko                 | 4:39     |  |
| 2.    | «Quédate junto a mí»                            | Eliel                   | 4:47     |  |
| 3.    | «De rodillas»                                   | Kervin Lebrón           | 3:01     |  |
| 4.    | «Mi corazón está muerto»                        | Eliel · Richard Marcell | 3:59     |  |
| 5.    | «Más»                                           | Eliel · Myztiko         | 3:33     |  |
| 6.    | «A ella le gusta el Dembow» (con Zion & Lennox) | Eliel · Los Magníficos  | 3:45     |  |
| 7.    | «Te amo»                                        | Myztiko                 | 3:25     |  |
| 8.    | «No vuelvas»                                    | Eliel                   | 3:50     |  |
| 9.    | «Prefiero Morir»                                | Kervin Lebrón           | 4:36     |  |
| 10.   | «El Party Sigue (24/7)» (con Alexis & Fido)     | Eliel                   | 4:12     |  |
| 11.   | «Goodbye»                                       | Eliel                   | 3:44     |  |
| 12.   | «Yo sé» (con Arthur Hanlon)                     | Kervin Lebrón           | 3:36     |  |
| 13.   | «Te doy una rosa»                               | Myztiko                 | 3:24     |  |
| 14.   | «Regalo de Quinceañera»                         | Kervin Lebrón           | 4:17     |  |
| 15.   | «Prefiero morir (Remix)»                        | Eliel · Richard Marcell | 3:53     |  |
| 58:41 |                                                 |                         |          |  |

Remezclas
- No vuelvas (con Zion & Lennox) - 4:25

## Créditos y personal
Adaptados desde AllMusic.
Artistas y producción
- José Nieves (R.K.M.) – Artista principal, composición.
- Kenny Vázquez (Ken-Y) – Artista principal, composición, producción.
- Rafael Pina – Composición, ingeniería, mezcla, producción ejecutiva, vocal coach.
- Michael Fuller – Masterización.
- Bob St. John – Mezcla.
- Juan Cristóbal Losada – Ingeniería.
- Richard Marcell – Ingeniería, producción, vocal coach.
- David Duran – Ingeniería, vocal coach.
- Eduardo “Edup” Del Pilar – Ingeniería, vocal coach.
- Izzy Maccio – Asistente de ingeniería.
- Kervin Lebrón – Arreglos, piano, producción.
- Karl “Myztiko” Palencia – Composición, producción.
- Eliel Lind Osorio – Composición, producción.
- Los Magníficos – Producción.
- Carolina Aristizábal – Asistente de producción.
- Steven “Kruz” Rivera – Asistente de producción.
- Ledif Franceschini – Batería.
- Félix Ortiz – Artista invitado, composición.
- Gabriel Pizarro – Artista invitado, composición.
- Raúl “Alexis” Ortiz, Joel Martínez – Artista invitado, composición.
- Arthur Hanlon – Artista invitado.
- Ángel Rodríguez – Congas.
- Lili Gascot – Coros.
- Irelys González – Coros.
- Rafael Torres – Güiro.
- Jorge Vizcarrondo – Saxofón.
- Darío del Rosario – Tambora.

Pina Records
- Jorge Pulecio – Booking.
- Cristina Ramos – Booking.
- John Rodríguez – Booking.
- Sandy de los Santos – Booking.
- Eric Daulet – Diseño.
- Iancarlo Reyes – Diseño.
- Edwin David – Fotografía.
- Alex Rodríguez – Mánager del sello.
- Andrés Coll – Marketing.
- Ana Alvarado – Publishing.

## Posicionamiento en listas
| Listas (2011)                        | Mejor posición |
| ------------------------------------ | -------------- |
| Estados Unidos (Latin Rhythm Albums) | 3              |
| Estados Unidos (Top Latin Albums)    | 10             |
| Estados Unidos (Top Rap Albums)      | 23             |

| Listas (2011)                        | Posición |
| ------------------------------------ | -------- |
| Estados Unidos (Latin Rhythm Albums) | 8        |